# Karl Groß (Verwaltungsbeamter, 1884)
Karl Groß (* 10. August 1884 in Wilhelmshaven; † 22. August 1945 in Prag, Tschechoslowakei) war ein deutscher Jurist. Er war Beauftragter des Reichsministers der Finanzen für Zollsachen bei dem Reichsprotektor in Böhmen und Mähren, dem auch das Devisenschutz-Sonderkommando unterstand, und in Personalunion ab 1940 erster Oberfinanzpräsident im Protektorat Böhmen und Mähren. Ab 1942 war er außerdem kommissarischer Präsident der Obersten Rechnungskontrollbehörde im Protektorat.

## Leben
Groß studierte nach dem Schulbesuch Rechtswissenschaft und Nationalökonomie. Das Studium schloss er 1910 mit Promotion ab, seine Dissertation behandelte „Privatrechtliche Grundsätze des Luftschiffverkehrs“. 1912 trat er als Gerichtsassessor in den Staatsdienst. Von 1913 bis 1919 war er als Verwaltungsassessor bei der Generalzolldirektion in Hamburg tätig, wo er 1918 zum Regierungsrat befördert wurde. Als solcher war er ab Oktober 1919 in der Reichsfinanzverwaltung in Berlin tätig, wo 1923 seine Beförderung zum Oberregierungsrat erfolgte.
1927 wurde Groß Direktor beim Landesfinanzamt Unterelbe, 1933 war er der NSDAP beigetreten (Mitglieds-Nr. 3.033.621). 1937 wurde er zum Finanzpräsidenten befördert und 1939 Beauftragter des deutschen Reichsfinanzministeriums für Zollsachen beim Reichsprotektor in Böhmen und Mähren. Als solchem wurde ihm im Mai 1939 zusätzlich auch das Devisenschutz-Sonderkommando Prag mit Standorten in Brünn, Mährisch-Ostrau, Pilsen, Budweis und Jicin unterstellt.
Im November 1940 fand im Prager Czernin-Palast seine feierliche Amtseinführung als erster Oberfinanzpräsident des Protektorats Böhmen und Mähren durch den Reichsprotektor Reichsminister Konstantin Freiherr von Neurath und den Reichsminister der Finanzen Johann Ludwig Graf Schwerin von Krosigk statt. Die von ihm geleitete, im Aufbau befindliche Oberfinanzbehörde war entscheidend am Prozess der sogenannten Arisierung jüdischer Besitztümer im Protektorat Böhmen und Mähren beteiligt. Neben der Vereinnahmung und Verwaltung von jüdischen Vermögenswerten konnte die von ihm geleitete Behörde direkt von Eigentum jüdischer Familien profitieren. So wurden zum Beispiel Gegenstände aus jüdischen Haushalten übernommen. Ein Teil gelangte auch in das Jüdische Zentralmuseum der SS in Prag. Dabei gab es unter den leitenden deutschen Finanzbeamten von Anfang an Differenzen.
1942 verschickte die von ihm geleitete Oberfinanzbehörde mehrere Zehntausend 16-seitige Formulare einer Vermögenserklärung in Vorbereitung der angekündigten Deportation an jüdische Bewohner des Protektorats. Diese Erklärung umfasste über 80 Fragen u. a. zu Sparbüchern und Bankkonten, Kaufverträgen und Schuldscheinen, Hypothekbriefen und Versicherungspolicen sowie nach Textilien, Mobiliar und Wertgegenständen. Am 16. Mai 1942 zeigte er in diesem Zusammenhang dem Staatssekretärs beim Reichsprotektor in Böhmen und Mähren die Festnahme von vier Juden an, die versucht hatten, sich durch Grenzübertritt in die Slowakei vor der Deportation in das Ghetto Theresienstadt retten zu wollen. Die Festgenommenen wurden der Gestapo übergeben.
Ihm als Oberfinanzpräsident unterstanden allein in Prag etwa 2.200 Deutsche in der Zoll- und Monopolverwaltung, nachgeordnet waren ihm im Protektorat Böhmen und Mähren die Befehlsstellen und Hauptzollämter Mährisch-Ostrau, Ungarisch-Hradisch und Wseti/Luhatschowitz, das Ausbildungslager Straßnitz, die Zahnstation Blumenbach und die Zollhundeschule Blumenbach.
Nach der standrechtlichen Erschießung des Präsidenten der Obersten Rechnungskontrollbehörde Vladimir Horak am 23. Juni 1942 übernahm er als Zusatzfunktion kommissarisch auch noch dessen Amt.